# Russ Landau
Russ Landau é um compositor estadunidense, conhecido por ser o autor das trilhas-sonoras de SeaQuest DSV, Survivor, Fear Factor, e Pirate Master
Ganhou notoriedade no Brasil após sua música, "My Time Will Come", ser tema do programa No Limite 4 (tema de Rafão e Jéssica)

## Trilhas-sonoras
- 1987 : Cat & Mousse (TV)
- 1988 : Voices from the Attic
- 1990 : Wikipédia: Tin Men (TV)
- 1996 : Extrême urgence ("L.A. Firefighters") (série TV)
- 1998 : Nowhere Land
- 1998 : Traques sur internet ("The Net") (série TV)
- 1998 : Telling You
- 1999 : Love and Action in Chicago (filme)
- 2000 : Survivor - Season One: The Greatest and Most Outrageous Moments (filme)
- 2001 : Survivor - Season Two: The Greatest and Most Outrageous Moments (filme)
- 2001 : Killer Bud
- 2001 : Fear Factor (série TV)
- 2002 : Superfire, l'enfer des flammes (Superfire) (TV)
- 2002 : Dog Eat Dog (série TV)
- 2002 : New Zealand: The Royal Tour (TV)
- 2003 : The Restaurant (série TV)
- 2003 : Average Joe (série TV)
- 2004 : Jam
- 2004 : Lost

## Prêmios e Indicações
- Fonte: IMDB.com[4]

| Ano  | Prêmio                                 | Indicação                                                            | Trabalho                                          | Notas                                  | Resultado |
| ---- | -------------------------------------- | -------------------------------------------------------------------- | ------------------------------------------------- | -------------------------------------- | --------- |
| 1996 | Primetime Emmy Awards                  | Outstanding Individual Achievement in Music Composition for a Series | Trilha do seriado de TV "SeaQuest DSV" (1993)     | Episódio "Brave New World".            | Indicado  |
| 2001 | Primetime Emmy Awards                  | Outstanding Main Title Theme Music                                   | Trilha do programa de TV "Survivor" (2000)        |                                        | Indicado  |
| 2008 | Primetime Emmy Awards                  | Outstanding Original Main Title Theme Music                          | Trilha do programa de TV "Pirate Master" (2007)   | Episódio N. 102                        | Venceu    |
| 2007 | Daytime Emmy Awards                    | Outstanding Broadband Program - Variety                              | Trilha do seriado de TV "Icons of Science" (2006) |                                        | Indicado  |
| 2001 | ASCAP Film and Television Music Awards | Top TV Series                                                        | Trilha do seriado de TV "Survivor" (2000)         |                                        | Venceu    |
| 2002 | ASCAP Film and Television Music Awards | Top TV Series                                                        | Trilha do seriado de TV "Survivor" (2000)         | Por "Survivor: The Australian Outback" | Venceu    |
| 2002 | ASCAP Film and Television Music Awards | Top TV Series                                                        | Trilha do seriado de TV "Survivor" (2000)         | Por "Survivor: Africa"                 | Venceu    |
| 2003 | ASCAP Film and Television Music Awards | Top TV Series: Most Performed Underscore                             | Por: "Survivor" (2000) e "Fear Factor" (2001).    |                                        | Venceu    |
| 2004 | ASCAP Film and Television Music Awards | Top TV Series: Most Performed Underscore                             | Por "Survivor" (2000)                             |                                        | Venceu    |
| 2005 | ASCAP Film and Television Music Awards | Top TV Series: Most Performed Underscore                             | Por "Survivor" (2000)                             |                                        | Venceu    |
| 2006 | ASCAP Film and Television Music Awards | Most Performed Themes e Most Performed Underscore                    | Por "Survivor" (2000)                             |                                        | Venceu    |
| 2009 | ASCAP Film and Television Music Awards | Top Television Series                                                | Por "Survivor" (2000)                             |                                        | Venceu    |
| 2011 | ASCAP Film and Television Music Awards | Top Television Series                                                | Por "Survivor" (2000)                             |                                        | Venceu    |
| 2012 | ASCAP Film and Television Music Awards | Top Television Series                                                | Por "Survivor" (2000)                             |                                        | Venceu    |
| 2013 | ASCAP Film and Television Music Awards | Top Television Series                                                | Por "Survivor" (2000)                             |                                        | Venceu    |